# EB-Tenderreihe 14
Die EB-Tenderreihe 14 war eine Schlepptenderreihe der Belgischen Staatsbahnen (Chemins de fer de l’État belge, abgekürzt EB, auch L’État belge).

## Geschichte
Die Drehgestelltender waren eine Weiterentwicklung der in Großbritannien konstruierten Tender der Reihe 11. Sie wurden für die Lokomotiven der Reihe 18 konstruiert, aber auch bei einem Teil der Maschinen der Reihe 32S (später 41) genutzt.

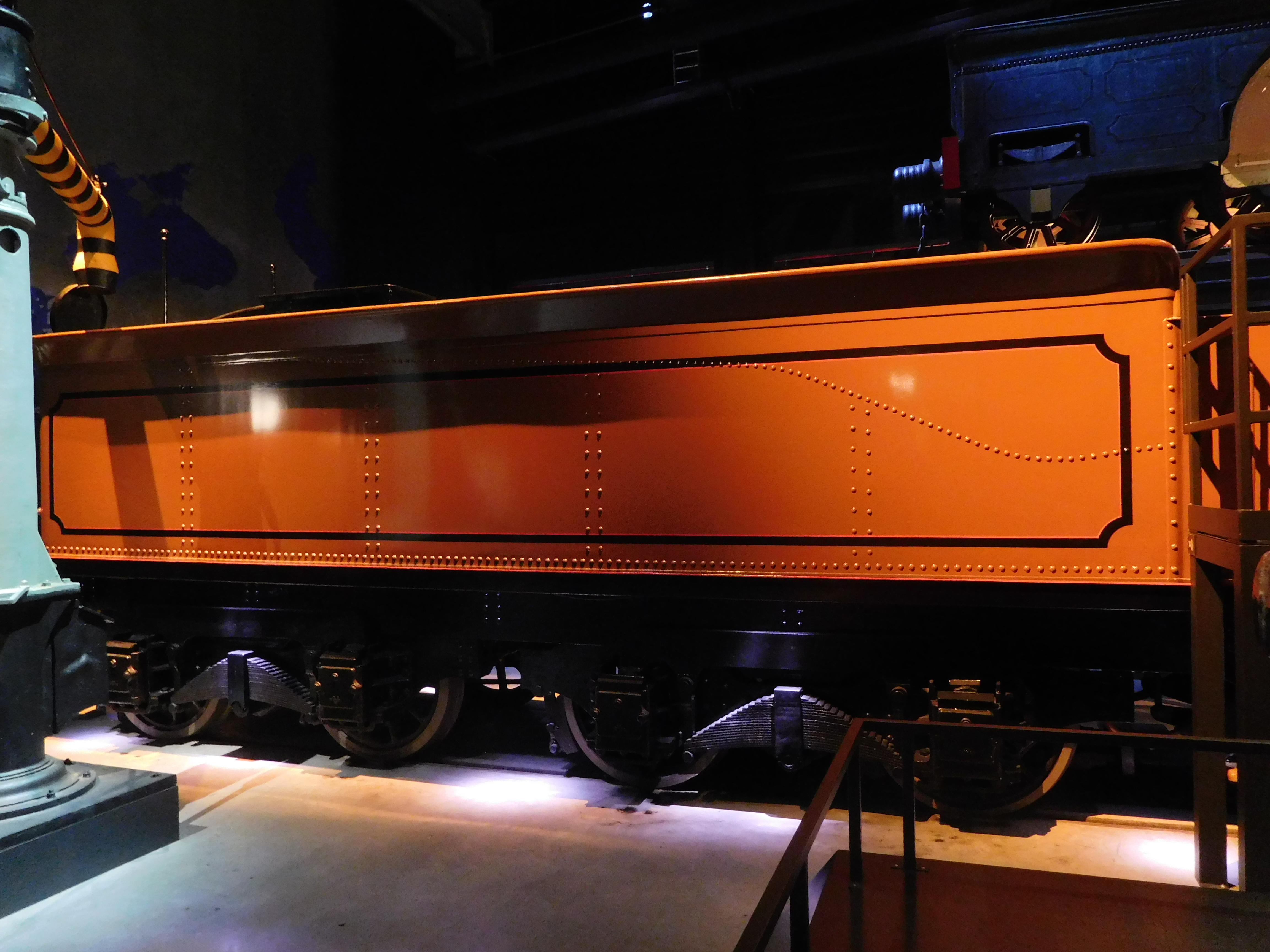
Erhaltener Schlepptender im Museum

1931 waren noch 59 Exemplare vorhanden. Am 1. Mai 1944 waren noch 24 im Dienst. Der 1902 von Forges Usines et Fonderies Haine-Saint-Pierre gebaute Tender Nr. 2690, später 18020, ist erhalten geblieben und steht im Museum Train World in Brüssel.

## Nummerierung
Schlepptender hatten bei den EB ursprünglich Ordnungsnummern ohne erkennbaren Zusammenhang mit den Nummern der damit gekuppelten Lokomotiven und zudem keine festen Nummernbereiche je Reihe. Alle Tender dieser Reihe hatten vierstellige Nummern im Bereich von 2600 bis 3199, in dem aber durchaus auch Tender anderer Reihen ihre Nummern hatten.
Erst 1931 erfolgt eine Umnummerierung der zu dem Zeitpunkt noch bei der Nationale Gesellschaft der Belgischen Eisenbahnen (NMBS/SNCB) vorhandenen Schlepptender nach einem neuen Schema mit fünfstelligen Nummern und nach Reihen getrennten Nummernbereichen.